# Bezirk Dorneck
Der Bezirk Dorneck im Kanton Solothurn ist ein Teil der Agglomeration Basel. Er gehört zur als Schwarzbubenland bekannten Amtei Dorneck-Thierstein. Hauptort ist Dornach.

## Wappen
In Silber zwei schwarze, abgewendete Angeln

## Einwohnergemeinden
| Wappen               | Name der Gemeinde    | Einwohner (31. Dezember 2023) | Fläche in km² | Einwohner pro km² |
| -------------------- | -------------------- | ----------------------------- | ------------- | ----------------- |
| Bättwil              | Bättwil              | 1191                          | 1,67          | 713               |
| Büren SO             | Büren (SO)           | 1055                          | 6,23          | 169               |
| Dornach              | Dornach              | 6862                          | 5,79          | 1185              |
| Gempen               | Gempen               | 932                           | 5,99          | 156               |
| Hochwald             | Hochwald             | 1266                          | 8,35          | 152               |
| Hofstetten-Flüh      | Hofstetten-Flüh      | 3401                          | 7,52          | 452               |
| Metzerlen-Mariastein | Metzerlen-Mariastein | 973                           | 8,48          | 115               |
| Nuglar-St. Pantaleon | Nuglar-St. Pantaleon | 1546                          | 6,34          | 244               |
| Rodersdorf           | Rodersdorf           | 1418                          | 5,35          | 265               |
| Seewen               | Seewen               | 1064                          | 16,31         | 65                |
| Witterswil           | Witterswil           | 1467                          | 2,67          | 549               |
| Total (11)           | Total (11)           | 21'175                        | 74,70         | 283               |

## Veränderungen im Gemeindebestand

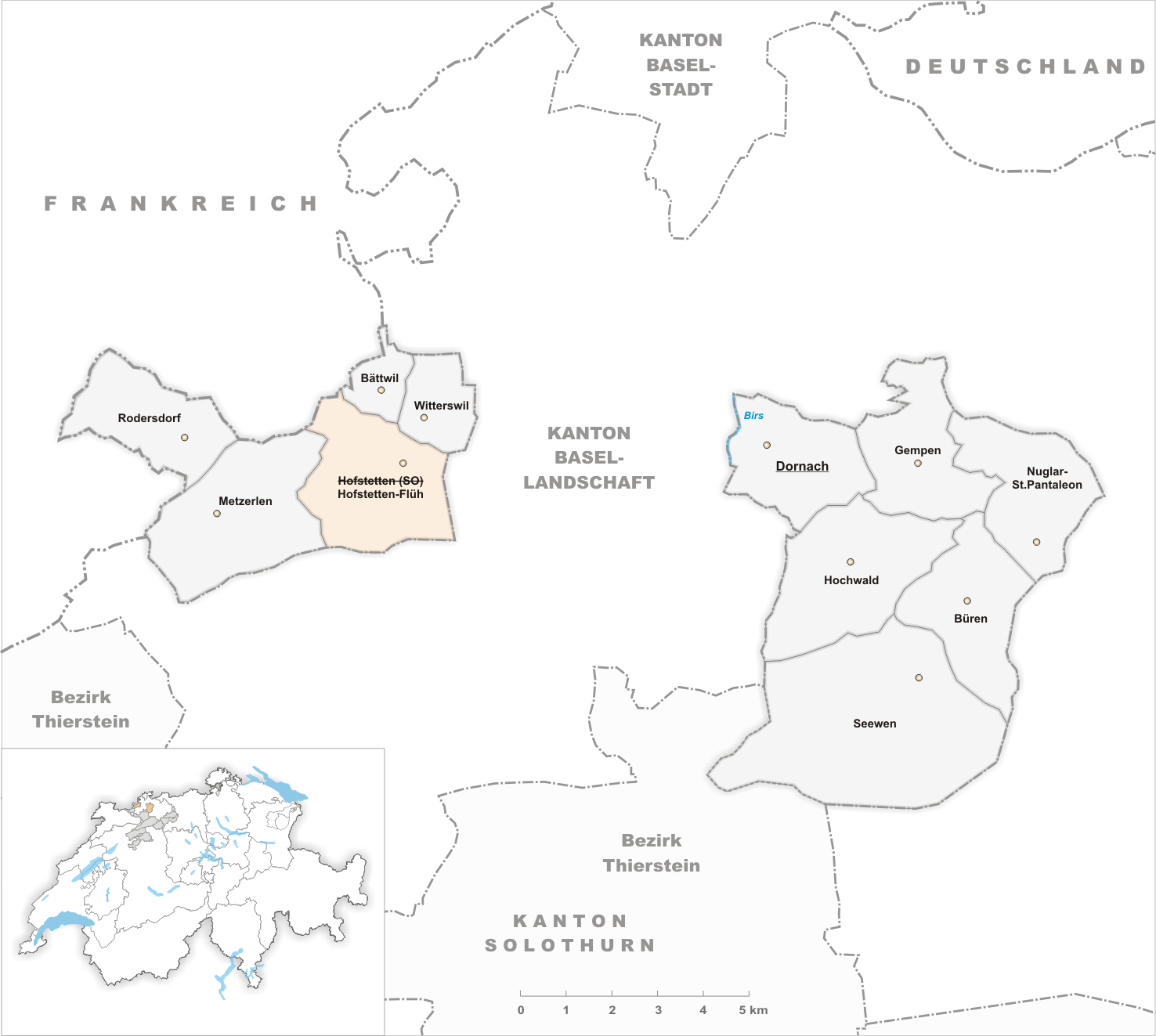
Gemeinden bis 1984
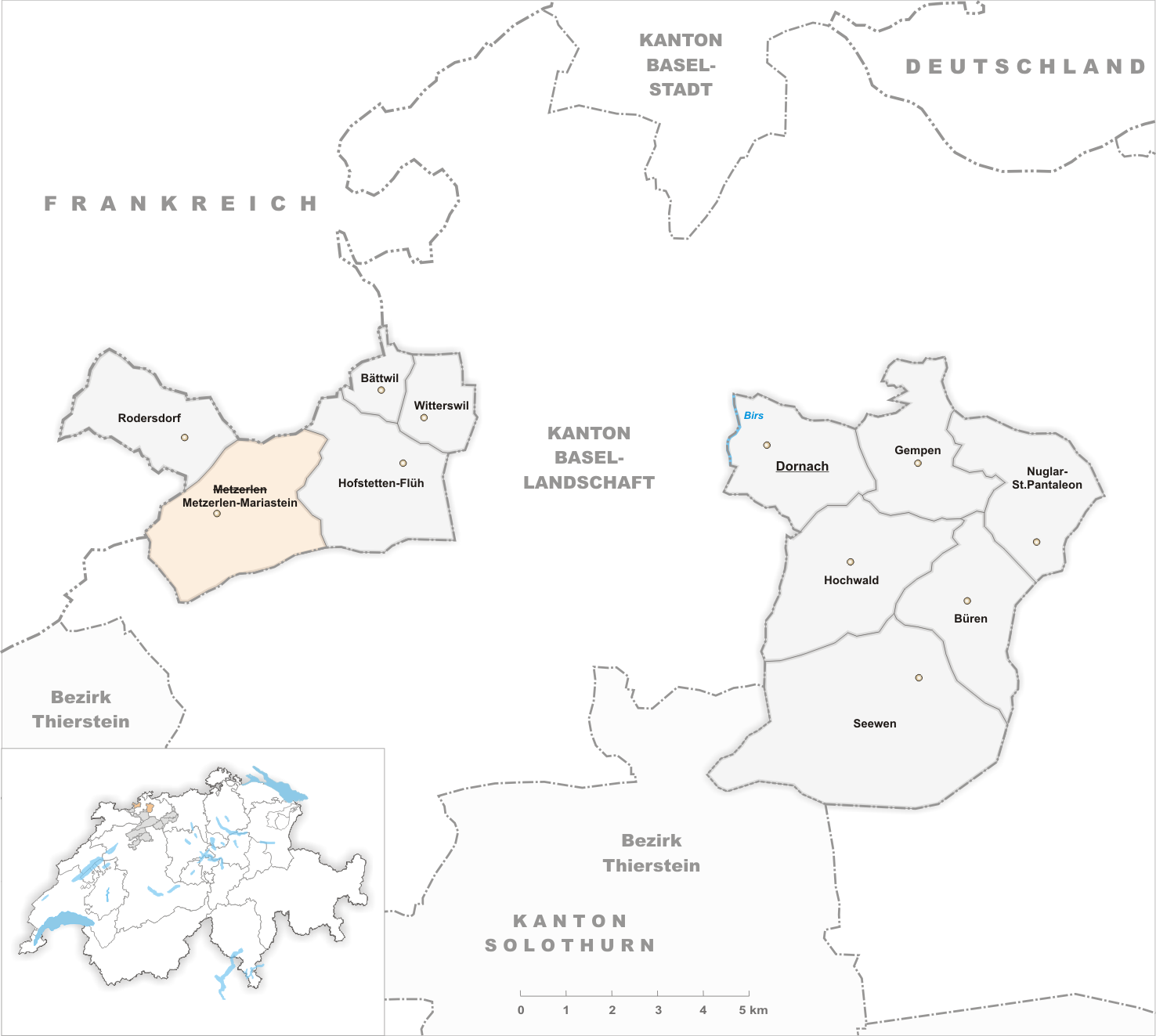
Gemeinden bis 2003

- 1985: Namensänderung von Hofstetten (SO)  →  Hofstetten-Flüh

- 2004: Namensänderung von Metzerlen  →  Metzerlen-Mariastein